# Rufodorsia congestiflora
Rufodorsia congestiflora är en tvåhjärtbladig växtart som först beskrevs av John Donnell Smith, och fick sitt nu gällande namn av Wiehler. Rufodorsia congestiflora ingår i släktet Rufodorsia och familjen Gesneriaceae. Inga underarter finns listade i Catalogue of Life.